# Otto Stern
Otto Stern (Żory, 17 febbraio 1888 – Berkeley, 17 agosto 1969) è stato un fisico tedesco naturalizzato statunitense.

## Biografia
Studiò nell'Università di Breslavia, diventando in seguito professore nell'Istituto Tecnico di Zurigo, nell'Università di Francoforte e nell'Università di Amburgo. Nel 1933 si dimise come professore in questa università, trasferendosi negli Stati Uniti, dove ricoprì la carica di professore di fisica nell'Istituto Carnegie di Tecnologia a Pittsburgh, Pennsylvania.

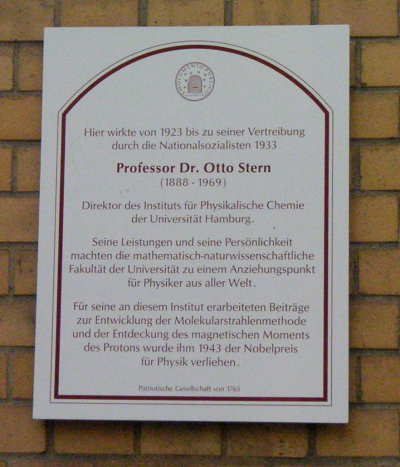
Targa commemorativa a Otto Stern nella Università di Amburgo

Nel suo lavoro di ricerca, calcolò il momento magnetico dell'atomo d'argento.
Inoltre, trovò il momento magnetico del protone, fornendone un valore 2,5 volte maggiore di quanto previsto dalla teoria di Paul Dirac.
Fu premiato nel 1943 con il premio Nobel per la Fisica per i suoi studi riguardo ai fasci molecolari e alle proprietà magnetiche degli atomi e per la scoperta del momento magnetico del protone in una serie di esperimenti realizzati in collaborazione con Walther Gerlach, comunemente noti come esperimento di Stern-Gerlach.